# Códice De la Cruz-Badiano
El Libellus de medicinalibus indorum herbis (Libro sobre las hierbas medicinales de los pueblos indígenas), también conocido como Códice De la Cruz-Badiano, Códice Badiano o Códice Barberini, es el primer tratado que describe las propiedades curativas de las plantas americanas empleadas por los mexicas. Este libro fue obra del médico indígena Martín de la Cruz, originario de Santiago Tlatelolco y asociado al Colegio de la Santa Cruz de Tlatelolco, quien dictó varios remedios contra enfermedades y que posiblemente fue registrado originalmente en náhuatl y que, posteriormente, el xochimilca Juan Badiano, estudiante del Colegio de la Santa Cruz de Tlatelolco, traduciría al latín. Esta obra se terminó el 22 de julio de 1553.

## Historia
Jacobo de Grado, fraile encargado del Convento y Colegio de la Santa Cruz de Tlatelolco, tenía en su posesión el texto creado y traducido para Francisco de Mendoza, hijo de Antonio de Mendoza, primer virrey de Nueva España. Mendoza envió el texto a España, donde fue depositado en la Biblioteca Real. Es probable que haya permanecido ahí hasta el siglo XVII, cuando apareció en posesión de Diego de Cortavila y Sanabria, farmacéutico de Felipe IV. De Cortavila pasó al cardenal italiano Francesco Barberini, quizá a través de interpósitos propietarios. Estando en el depósito de la Accademia dei Lincei (Academia Nacional de los Linces), como parte de los documentos de Cassiano dal Pozzo, se hizo una copia más o menos precisa para la Royal Collection de Londres (en el The Paper Museum of Cassiano dal Pozzo, Series B: Natural History, Part VIII). El original del Libellus permaneció en la biblioteca de Barberini hasta 1902, cuando la propia biblioteca pasó a formar parte de la Biblioteca Vaticana.
En 1990, tras una sugerencia del académico Miguel León Portilla, el papa Juan Pablo II devolvió el códice a México, donde es custodiado por la Biblioteca Nacional de Antropología e Historia (INAH).

## Contenido
Este libro, con ilustraciones de plantas coloristas y detalladas, apareció en 1925 en la Biblioteca del Vaticano, después de siglos de aparente pérdida. 
El Códice tiene 13 capítulos. Cada capítulo se refiere a enfermedades de partes del cuerpo, empezando por la cabeza (capítulo 1) hasta los pies (capítulo 8), pasando por los ojos, los oídos, la nariz, los dientes, las mejillas, el pecho, el estómago y las rodillas. Los capítulos siguientes al 8, hasta el 13, describen los remedios contra la fatiga, con enfermedades generales, enfermedades mentales, las relacionadas con los aires, los problemas relacionados con el parto, las enfermedades de las mujeres, las de los niños, para terminar con las señales de la proximidad de la muerte.
Los nombres de las plantas encabezando las ilustraciones están en náhuatl y suelen ser nombres con elementos descriptivos (planta que crece en zonas montañosas, planta herbácea, planta que crece cerca del agua, hierba comestible espinosa, hierba grasosa, flor azul, piedra roja, hierba del sueño, etc.). El texto del códice con las indicaciones médicas está en latín.
Este libro sobre herboristería medicinal mexicana de Martín de la Cruz es un importante legado sobre la botánica y la medicina tradicional en México. Todavía en años recientes, su estudio permitió al grupo del doctor José Luis Mateos, en el Instituto Mexicano del Seguro Social, encontrar el principio activo del cihuapahtli o zoapatle (Montanoa tomentosa). De la Cruz cita que este vegetal se empleaba para facilitar el parto. Las investigaciones ratificaron que el zoapatle contiene un poderoso oxitócico (provoca la contracción del útero). La sabiduría contenida en este libro fue heredada por los químicos orgánicos mexicanos de este siglo, que han sobresalido en el terreno internacional con sus investigaciones sobre productos naturales.

## Imágenes
El códice refiere 227 plantas medicinales, de las cuales hay imágenes de 185. Otras 64 solamente son mencionadas por nombre. Hay algunas plantas que se repiten.
|                                             |
| Ilustración de la planta llamada nonochton. |

|                                                                  |
| Ilustración de las plantas llamadas eloçacatl (izquierda) y .... |

|                                                                      |
| Ilustración de la planta llamada atzitzicaztli', Urtica chichicaztli |

|                                                                                                 |
| Ilustración de las plantas llamadas tezonpahtli (izquierda), huitzquilitl (en el centro), y.... |

|                                                                                          |
| Ilustración de las hierbas llamadas tlahçolteoçacatl, tlayapaloni, axocotl y chicomacatl |

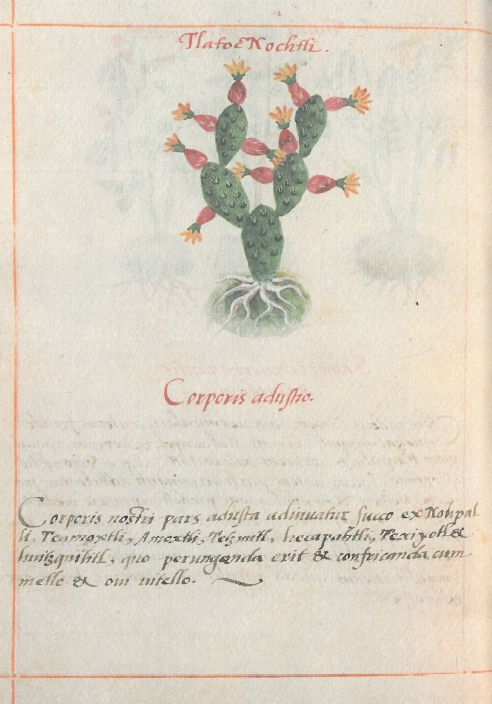
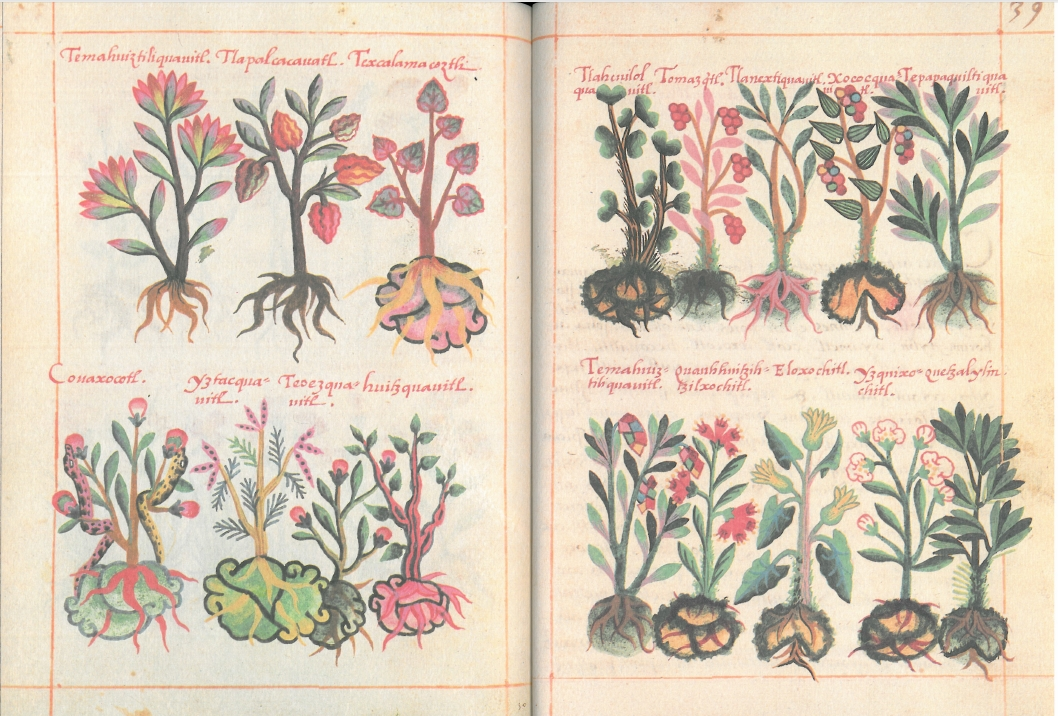
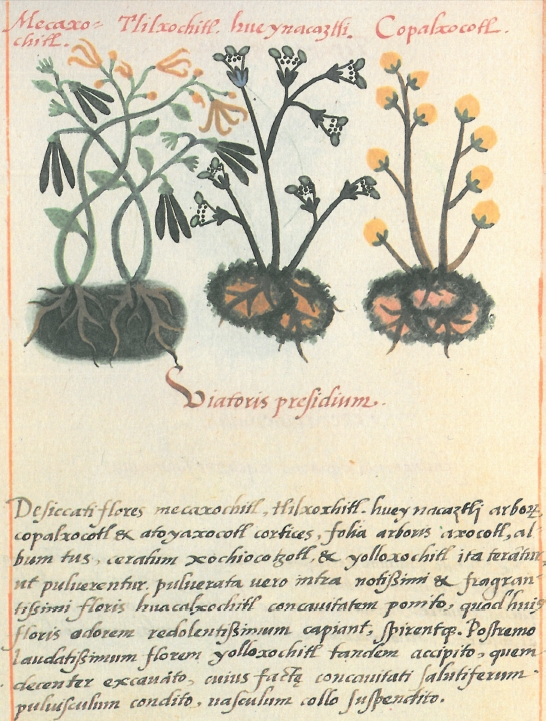
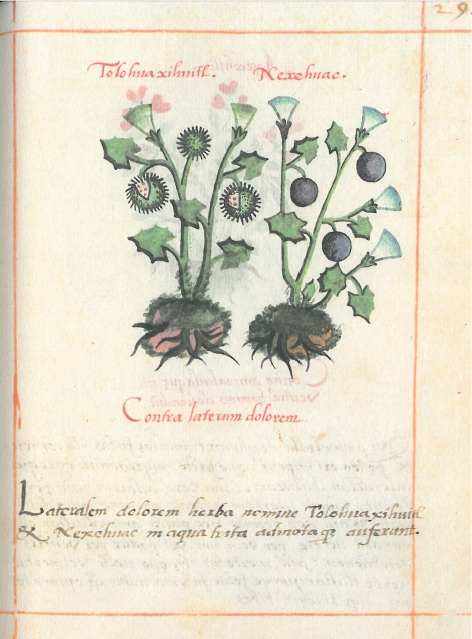

## Lista de las 227 plantas citadas en el Códice
Las imágenes del códice no permiten identificar todas las plantas correctamente.
Esta lista está por el momento incompleta. Están incluidas 65 plantas. De las cuales hay 33 con indicación de su identificación botánica.
- Acamallotetl (probablemente el canistel o mante, Pouteria campechiana)
- Atochietl
- Atzitzicaztli  (Urtica chichicaztli)
- Ayauhquahuitl (Pinus ayacahuite)
- Axocotl
- Azcapan-ixua tlazol-patli
- Cihuapahtli (zoapatle, Montanoa tomentosa)
- Chicomacatl (una especie de higo, Ficus sp.)
- Chichiltic
- Chipauac xihuitl
- cōā-xocotl (plancha 38v), 'víbora-fruta agridulce',  género Physalis especie sin identificar[4]
- Cohuatli (probablemente Eysenhardtia polystachya)
- Cochiz-xihuitl
- coyō-xihuitl tla-ztal-ēhua-l-tic (plancha 35r), 'coyote-yerba rosada' Polanisia uniglandulosa (Cav.) DC (Calderón, 2001b)[4]
- cuauh-tzītzicāztli (plancha 47r), 'árbol/bosque-planta urticante'. género Urtica, especie sin identificar[4]
- Eloçacatl
- Ez-pahtli (plancha 20r)
- Huacalxochitl (Xanthosoma sp.)
- Huihuitzyo-cochiz xihuitl  (plancha 13v) Mimosa pudica[4]
- Huitz-quilitl (Cirsium ehrenbergii sp.) (planchas 8v y 41r)
- Iztac patli
- Iztac ocoxoxhitl
- Iztauhyatl (estafiate, Artemisia mexicana) (plancha 26r y otras)
- Malinalli
- Matlal-xochitl (Commelina sp.) (plancha 10v)
- Maza-yelli (plancha 14v)
- Mecetl (agave) (falta verificar si está en el Códice)
- Mizquitl (Prosopis juliflora)
- Nexehuac (Datura sp.)
- Nonochton, en nahua moderno tlanochtle, (probablemente Portulaca, Pereskiopsis, o Lycianthes mociniana)
- Ocoxochitl (probablemente Didymaea mexicana)
- Ohua-xocoyolin
- Quauhtlaxoxocoyolin (acedera del monte, Acetarium sylvestris,[5]
- Quetzal-ā-huexōtl (plancha 57v)
- Quetzal-īlīn (plancha 39r)
- Quetzal-mizquitl (plancha 49r)
- Te-amoxtli
- Teo-iztaquilitl
- Teo-nochtli
- Tepitoton te-amoxtli
- Tequam-maitl
- Tequixqui-zacatl
- Tetzmitl
- Tezon-patli
- Tlacoxiloxochitl (Calliandra anomala)
- Tlaquilin (Mirabilis jalapa)
- Tlatocnochtli (Opuntia sp.)
- Tla-yapaloni
- Tlatlanquaye (Peperomia galioides)
- Tlal-ahuhetl
- Tlapalcacauatl (Theobroma cacao)
- Tlalquequetzal (Achillea millefolium)
- Tlanextia xiuhtontli
- Tlilxochitl (Vanilla sp.)
- Tolohua (Datura sp.)
- Tol-ptlactli
- Tzompilihuizxihuitl (Galium sp.)
- Xal-tomatl (Tomate, Solanum lycopersicum)
- Xiu-amolli (probablemente cazahuate, Ipomoea murucoides)
- Xiuhuitl tonalco-mochiva hahauchcho
- Xiu ecapatli
- Xoxoouhqui-patli
- Yauhtli (Tagetes lucida)
- Yzquixochitl (Bourreria huanita)
- Zuauhtla-xoxocoyolin

## Traducciones
La versión original está en latín. Estas son las traducciones que existen del Códice:
| Año        | Idioma  | Título | Traductor            | Editorial                                                                                         |
| ---------- | ------- | --- | -------------------- | ------------------------------------------------------------------------------------------------- |
| 1939       | Inglés  | The De la Cruz-Badiano Aztec Herbal of 1552 | William Gates        | The Maya Society                                                                                  |
| 1940       | Inglés  | The Badianus Manuscript (Codex Barberini Latin 241): An Aztec Herbal of 1552                                                                               | Emily Walcott Emmart | The Johns Hopkins Press                                                                           |
| 1952       | Español | Libellus de Medicinalibus Indorum Herbis: El manuscrito pictórico mexicano-latino de Martín de la Cruz y Juan Badiano de 1552                              | Francisco Guerra     | Editorial Vargas Rea y El Diario Español                                                          |
| 1964, 1991 | Español | Libellus de medicinalibus indorum herbis: Manuscrito Azteca de 1552: versión española con estudios y comentarios por diversos autores (ISBN 968-16-3607-4) |                      | Instituto Mexicano del Seguro Social                                                              |
| 2000       | Inglés  | An Aztec Herbal: The Classic Codex of 1552 (ISBN 0-486-41130-3)                                                                                            | William Gates        | Dover (republicación de la edición de 1939)                                                       |
| 2022       | Español | (ISBN 978-607-30-6402-6) | --- (?)              | (high-quality facsimile edition by) Universidad Nacional Autonoma De México, Facultad De Medicina |